# 三艺
三学或三艺（拉丁文：trivium，意为“三条道路”） 是欧洲中世纪大学首先要教授的三门学科：语法、逻辑和修辞，构成中世纪博雅教育的基础，为进一步学习四术做准备。